# Cetatea Colț
Cetatea Colț dateazǎ de la începutul sec. al XIV-lea, când a fost ctitoritǎ de cneazul Cândea.
Ulterior, Cândea a trecut la religia catolică și și-a schimbat numele în Kendeffy. 

## Așezare
Cetatea se aflǎ pe teritoriul satului Suseni, Hunedoara, pe drumul județean DJ 686, la intrarea pe valea Râușorului și la 3 km distanțǎ de satul Râu de Mori.

## Descriere
Cetatea a fost ridicată pe un colț de stâncă, la intrarea în defileul Râușorului, în jurul unui turn pătrat, căruia i-au fost adăugate un zid de incintă, fortificat cu alte turnuri. Deși a fost ridicată în scopuri de apărare, ea nu a îndeplinit niciodată acest rol, cele trei fortificații fiind prea mici pentru a face față unor armate de mari dimensiuni, așa că, cel mai probabil, cetatea servea ca loc de refugiu în cazul unor conflicte între cnezi. Are plan neregulat, adaptat formei de relief, este prevăzută cu un donjon masiv și a fost cea mai puternică cnezială din Transilvania.
Cetatea Colț, ale cărei începuturi datează din anul 1359, s-a degradat prin prăbușirea în vale a unor curtine, iar în prezent mai păstreză doar resturile de ziduri, fiind practic o ruină. Reprezentanții comunei Râu de Mori încearcă să atragă fonduri pentru reabilitarea acestui monument istoric, ajuns astăzi în paragină.

## Ilustrarea cetății în literatură
Datorită aspectului cetǎții și toponimiei locurilor, se presupune cǎ acesta ar fi sursa de inspirație a romanului Castelul din Carpați de Jules Verne.

## Galerie

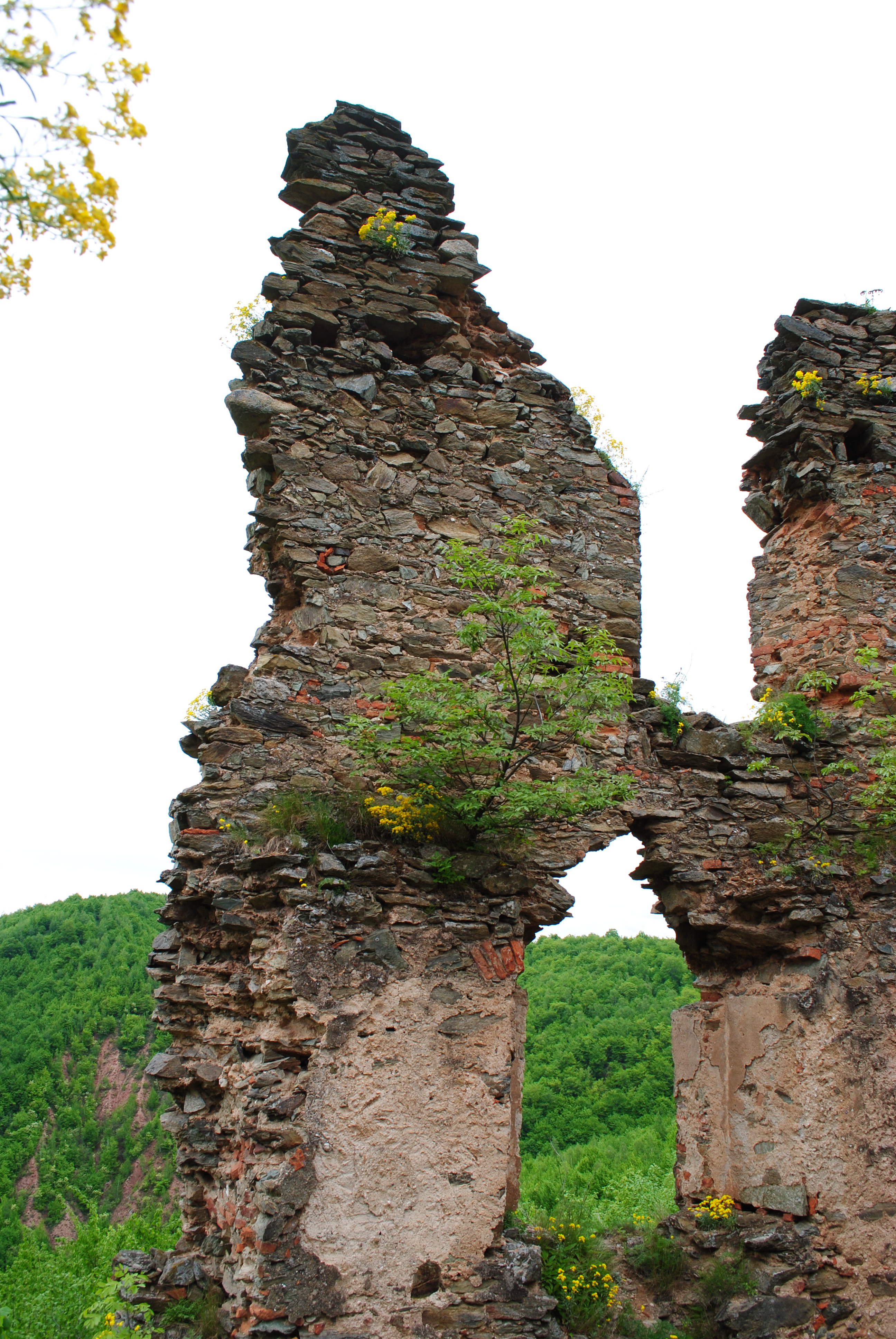
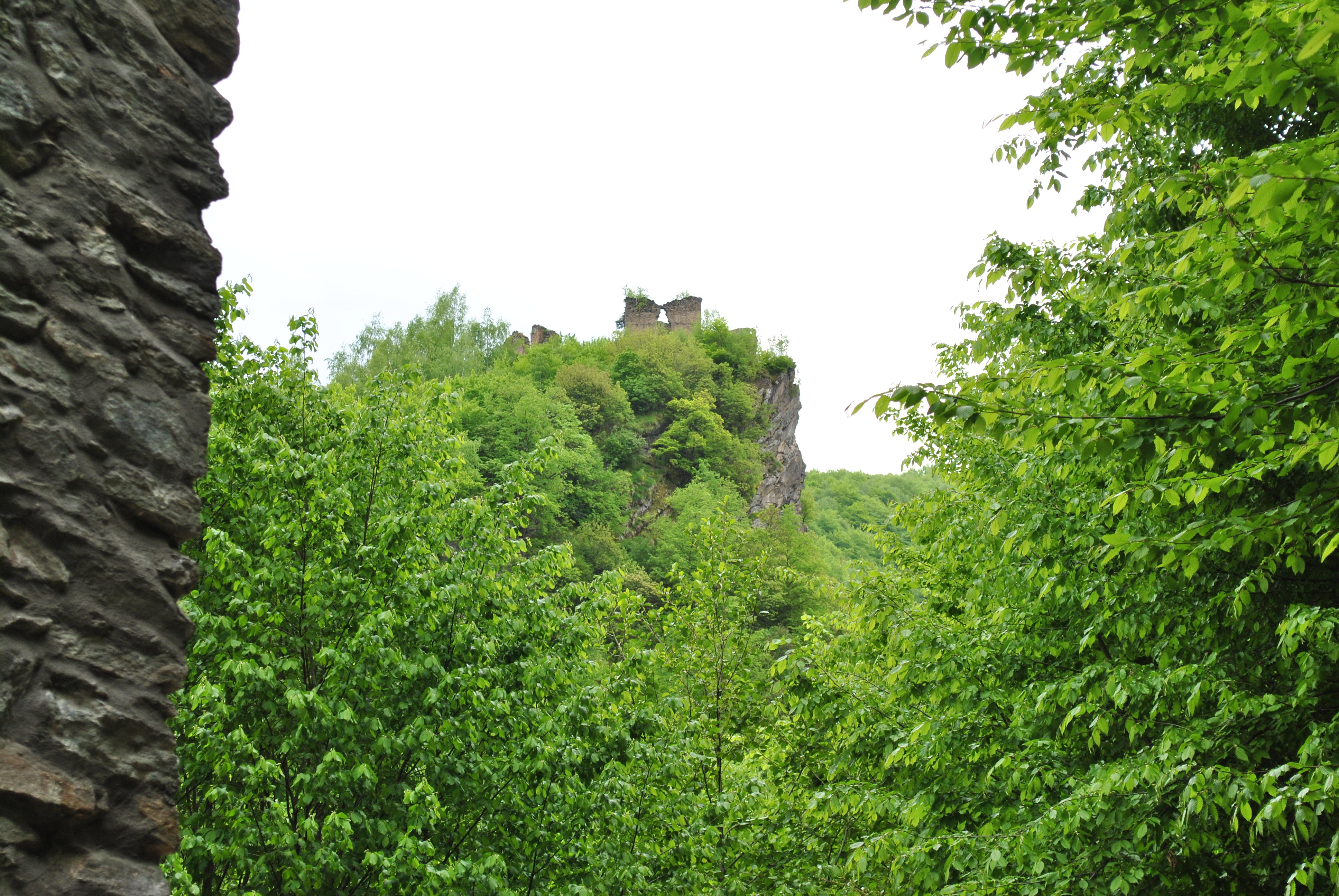
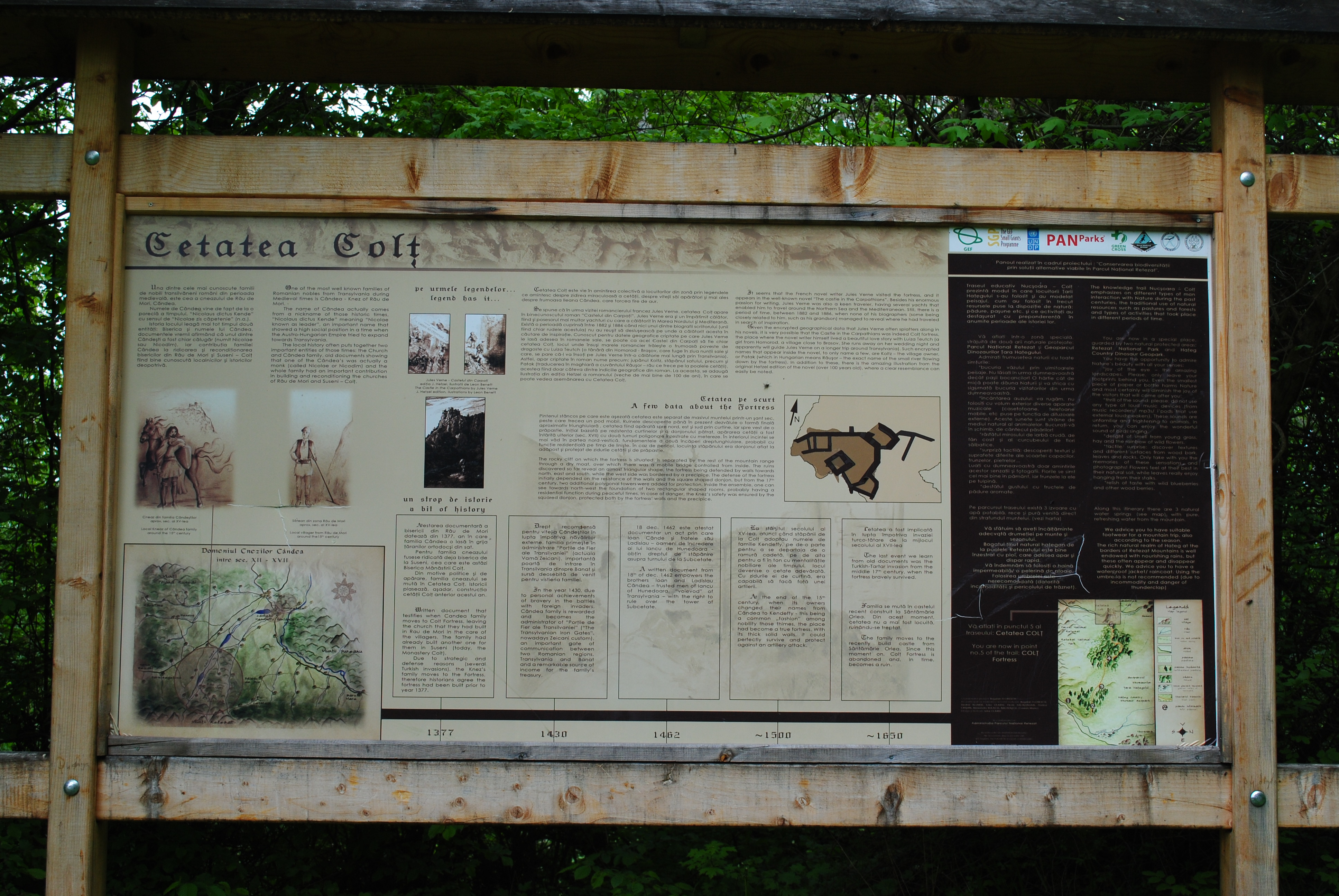
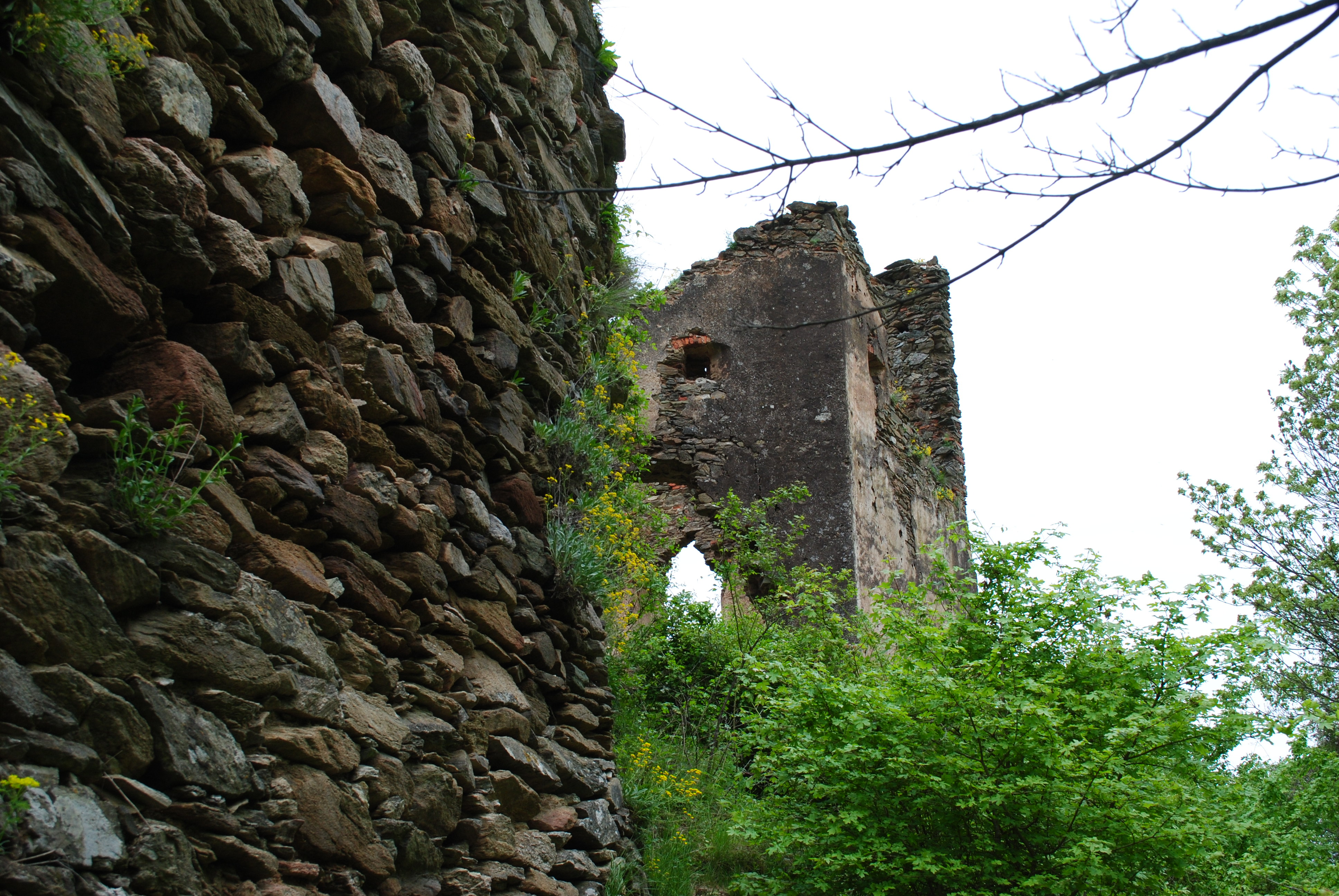
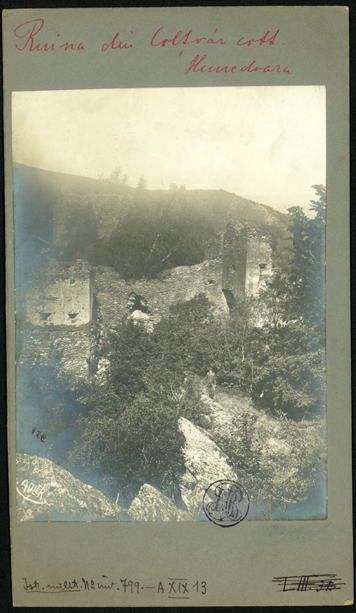
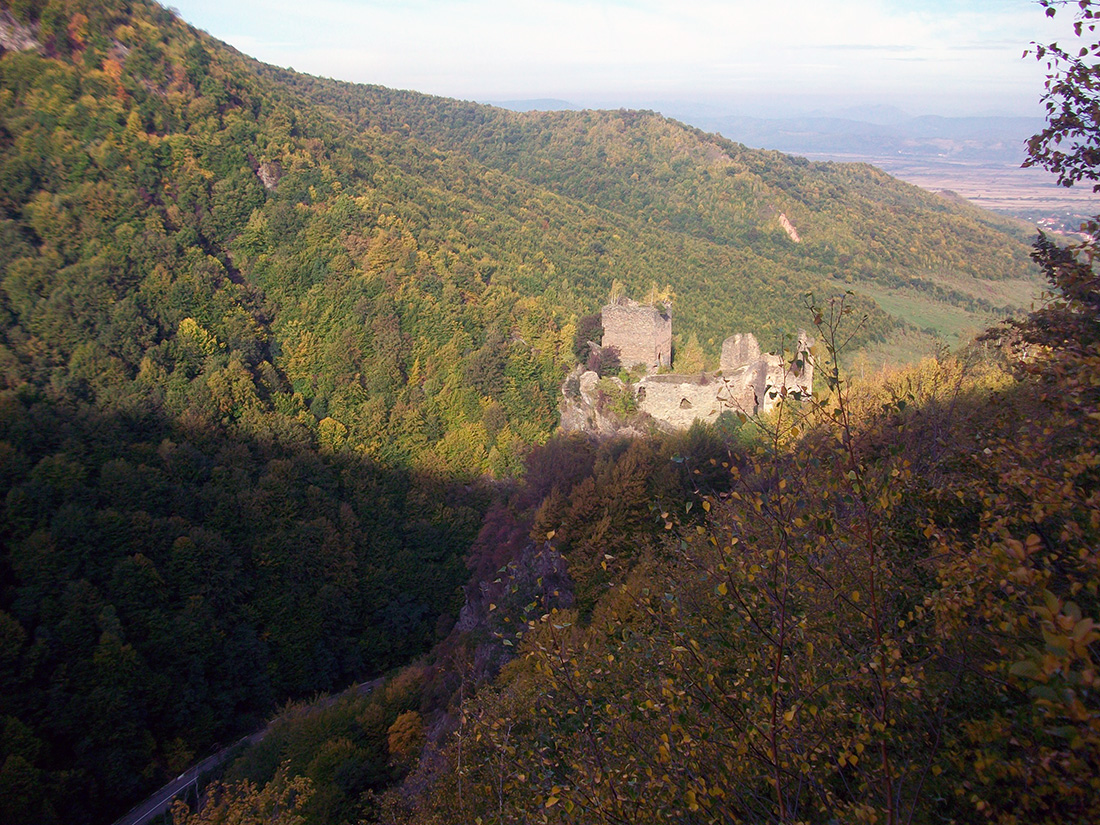
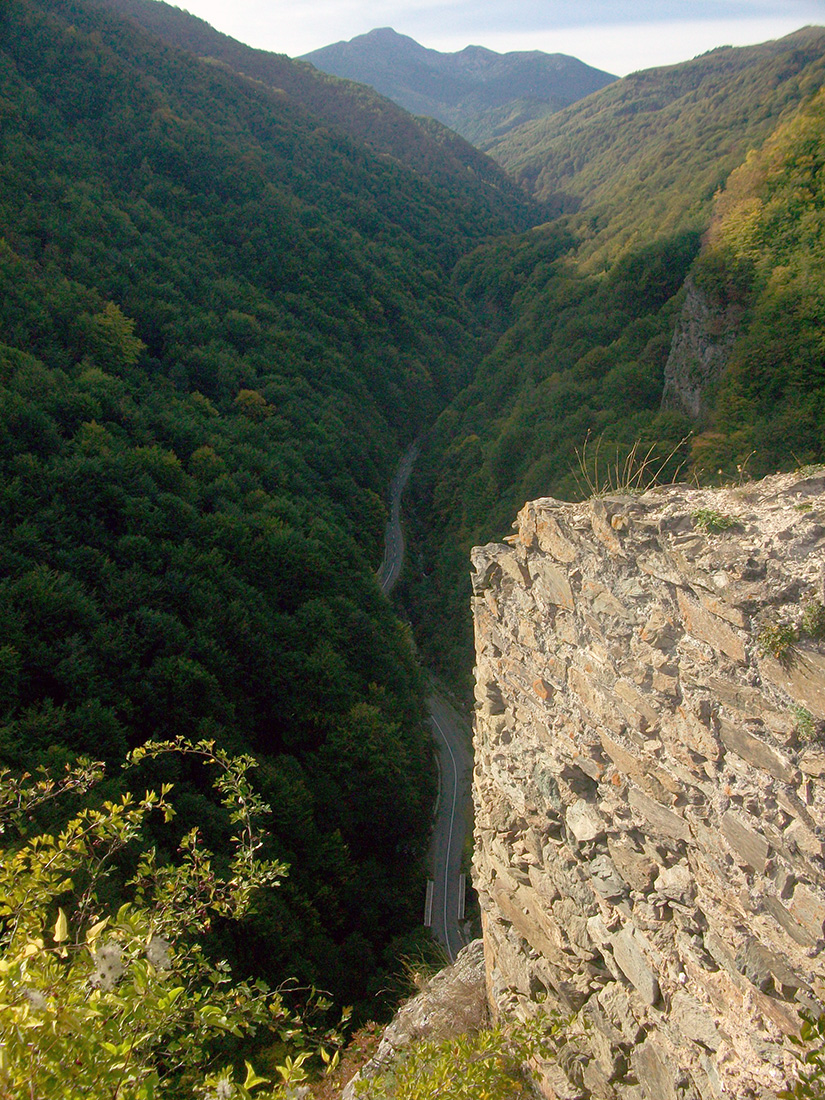
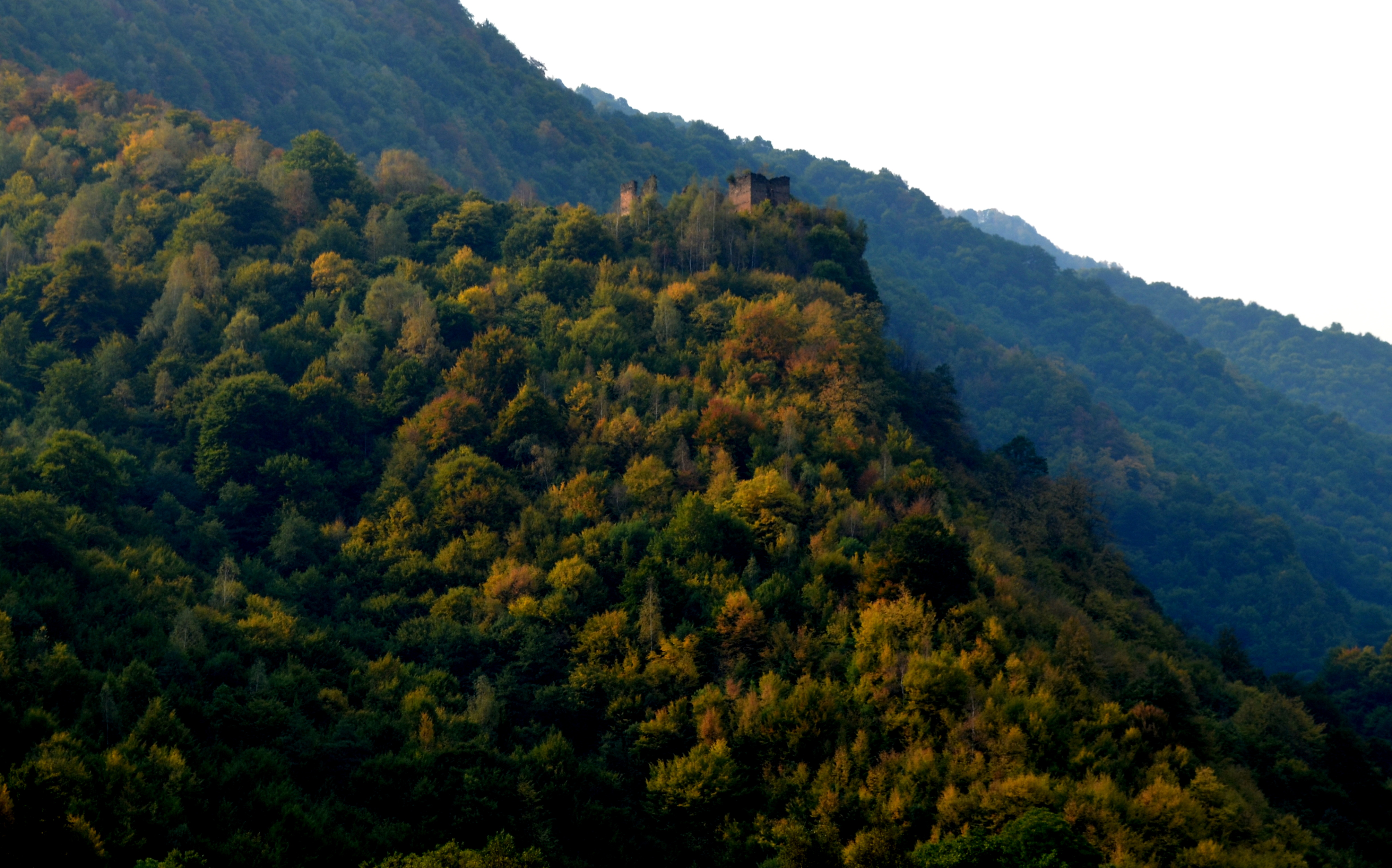
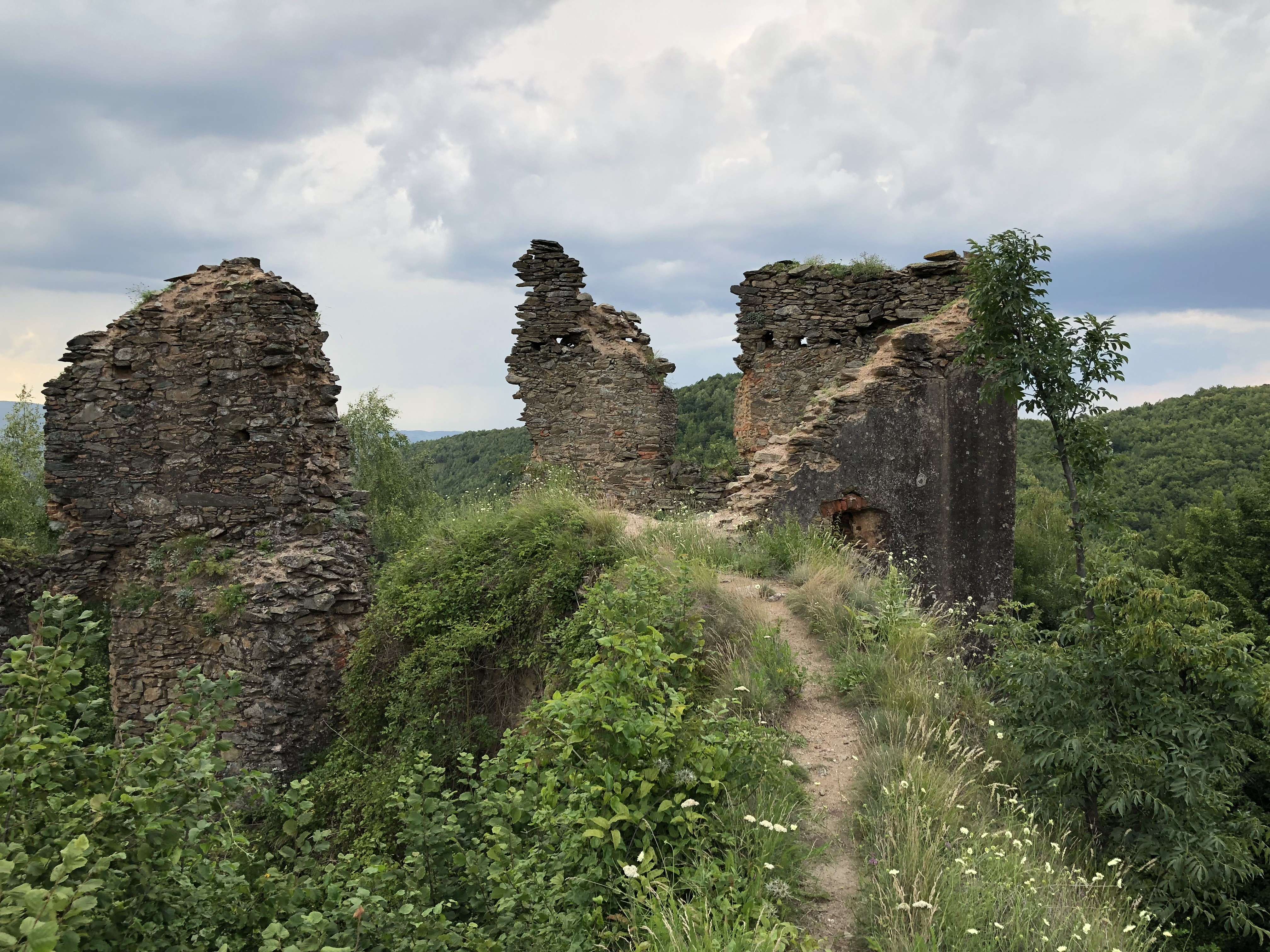